# Alwin-Broder Albrecht
Alwin-Broder Albrecht (* 18. September 1903 in St. Peter (Nordfriesland); † 1. Mai 1945 in Berlin) war ein deutscher Marineoffizier sowie einer der Adjutanten Adolf Hitlers während des Zweiten Weltkriegs. Er und sein Halbbruder Wilhelm Zander waren beide direkte Mitarbeiter von Martin Bormann.

## Leben
Albrecht trat 1922 der Reichsmarine bei.
Als am 19. Juni 1938 Hitlers Verbindungsoffizier zur Reichsmarine, Karl-Jesko von Puttkamer, von dieser Position abgezogen wurde, übernahm Albrecht diese Funktion. Im Juni 1939 wurde Großadmiral Erich Raeder bei Hitler auf dem Obersalzberg vorstellig und eröffnete ihm, dass Albrechts kurz zuvor getraute Ehefrau in Kreisen der See-Offiziere als eine Dame mit „großzügigem“ Lebenswandel bekannt sei. Raeder hatte daher gefordert, Albrecht aus der Marine zu entlassen oder als Militärattaché nach Tokio schicken. Über diese Absicht Raeders kam es mit Hitler zu einer heftigen Auseinandersetzung mit dem Ergebnis, dass Albrecht aus der Marine ausschied und Hitler ihn als seinen persönlichen Adjutanten im Range eines NSKK-Oberführers übernahm. Unter Reichsleiter Philipp Bouhler blieb Albrecht in Hitlers Stab bis zu dessen Ende. Er wurde zuletzt bei der Verteidigung des Führerbunkers gesehen. Ob er Suizid beging oder durch Feindeinwirkung starb, ist nicht bekannt; sein Leichnam wurde nie gefunden. Erna Flegel, eine im Führerbunker tätige Krankenpflegerin, vermerkte jedoch, dass Albrecht sich nach Hitlers Tod selbst erschossen habe.